# النيشان المجيدي
النيشان المجيدي (بدأ منحه في 29 أغسطس 1852، وألغي سنة 1922) هو وسام عسكري عثماني، أنشأه السلطان العثماني عبد المجيد الأول سنة 1851.

## تاريخ النيشان
أنشئ النيشان سنة 1851 بأمر من السلطان عبد المجيد الأول، وقُسم إلى خمس طبقات، وكان مسموحًا بمنحه إلى غير رعايا الدولة العثمانية. وقد توسع السلطان عبد المجيد في منحه لضباط الجيش والبحرية البريطانين والجيش الفرنسي الذين خاضوا حرب القرم إلى جانب الدولة العثمانية. وكان هذا النيشان يُمنح في العادة للضباط، غير أن الطبقات الأدنى منه مُنحت في حالات استثنائية لبعض الجنود. وقد مُنح هذا النيشان أثناء الحرب العالمية الأولى لعدد من الضباط الألمان والنمساويين.

## من مشاهير الحاصلين على النيشان

### رعايا عثمانيون
- إسماعيل باشا أبو جبل
- جواد تشوبانلي
- شفيق بك منصور
- عباس حلمي الثاني، خديو مصر.
- محمد بن رشيد أمير جبل حائل
- فوزي جاكماق
- مصطفى كمال أتاتورك
- محمود سامي البارودي
- يوسف المنيلاوي
- عثمان نوري باشا - والي الحجاز

### أجانب
- السيد محمد بن احمد بن عبد الرحمن السقاف [3]
- السير آرثر كونان دويل
- ألكسندر يوحنا كوزا: أمير مولدوفا.
- أوغست لوميير
- بيدرو الثاني إمبراطور البرازيل
- تشارلز جورج غوردون
- تشارلز شاييه-لونغ
- تيودور هرتزل
- جيفوين ميشيتش
- السير ريجنالد ونجت
- الأمير عبد القادر الجزائري
- فيتزروي سومرست، البارون رغلان الأول
- كارل دونيتس
- كارل فون بولوف
- الدكتور كرنيليوس فانديك
- لويس باستور
- نابليون الثالث
- هربرت كتشنر (النيشان المجيدي من الطبقة الثانية في 18 يونيو 1888،[4] ثم من الطبقة الأولى في 18 نوفمبر 1893)[5]
- هيلموت فون مولتكه

- فاوستو زونارو